# Sandip Verma, Baroness Verma

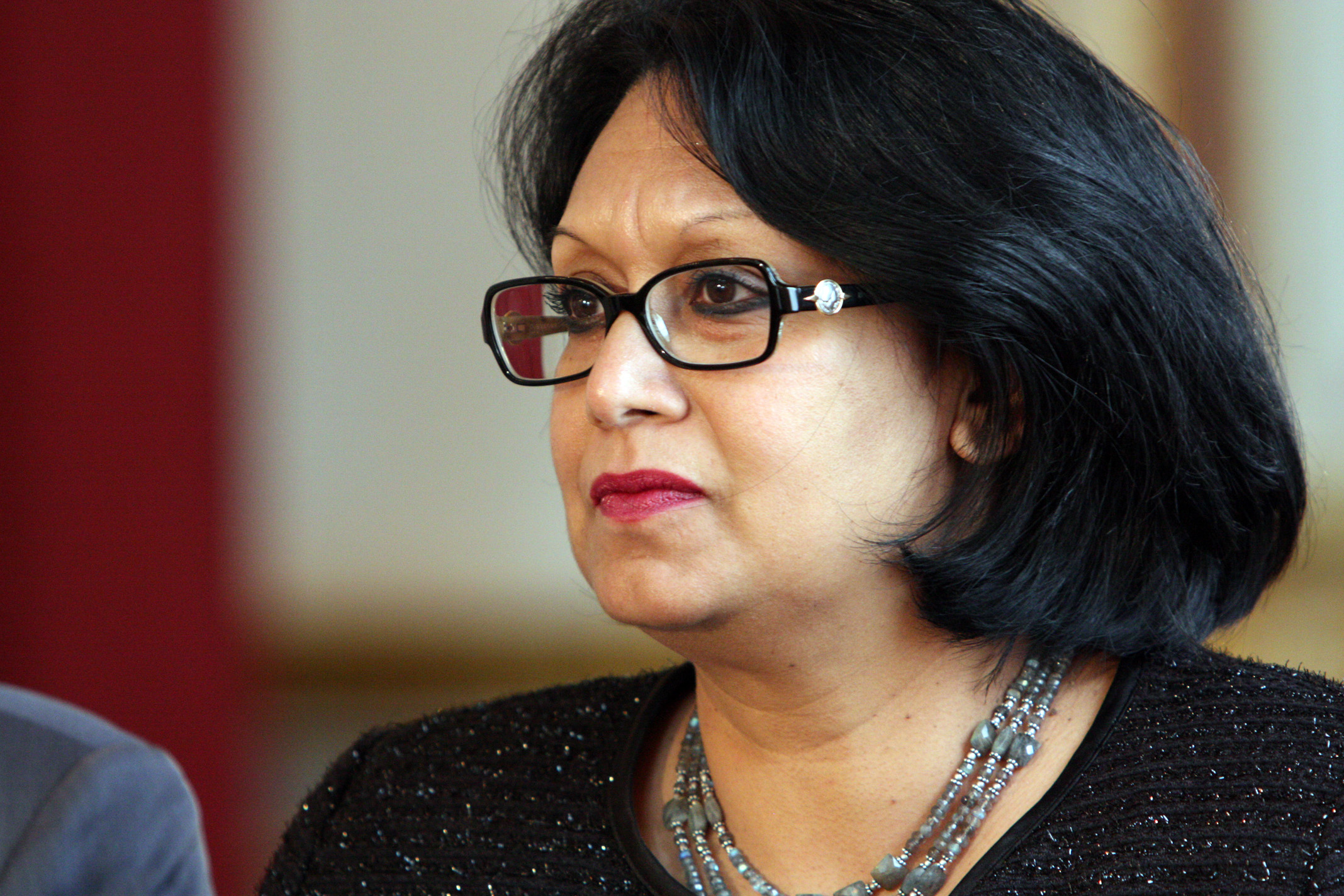
Sandip Verma, Baroness Verma, 2011

Sandip Verma, Baroness Verma (* 30. Juni 1959 in Amritsar, Punjab, Indien) ist eine britische Unternehmerin und Politikerin der Conservative Party, die seit 2006 Mitglied des House of Lords ist.

## Leben

### Berufliche Tätigkeiten und erfolglose Kandidaturen für das Unterhaus
Sandip Sherma, die 1960 mit ihren Eltern aus Indien nach Großbritannien einwanderte, war Gründerin und Geschäftsführerin des privaten häuslichen Gesundheits- und Krankenpflegeunternehmens Domiciliary Care Services Ltd.
Anfang 2000 begann sie ihr politisches Engagement in der Conservative Party, deren Mitglied sie seit 1999 ist, und war zunächst zwischen 2001 und 2003 im Frauenverband der Partei (Conservative Women) aktiv. Bei den Unterhauswahlen am 7. Juni 2001 bewarb sie sich erstmals erfolglos für ein Abgeordnetenmandat im House of Commons, und zwar im Wahlkreis Hull East.
Eine zweite Kandidatur um einen Sitz im Unterhaus scheiterte bei der darauf folgenden Unterhauswahlen am 7. Juni 2005 im Wahlkreis Wolverhampton South West.

### Oberhausmitglied
Im Mai 2006 wurde sie durch ein Letters Patent als Life Peeress mit dem Titel Baroness Verma, of Leicester in the County of Leicestershire, in den Adelsstand erhoben. Am 22. Juni 2006 folgte ihre Einführung (Introduction) als Mitglied des House of Lords.
Während der darauf folgenden Zugehörigkeit zum Oberhaus war sie zwischen 2006 und 2010 war sie als Parlamentarische Geschäftsführerin der konservativen Tory-Fraktion im Oberhaus (Opposition Whip) und zugleich zuerst von 2006 bis Juli 2007 Sprecherin Opposition für Bildung und Gesundheit, danach von 2007 bis Mai 2010 für Universitäten und Fähigkeiten sowie zusätzlich zwischen 2007 und 2009 für Innovation und zugleich von 2007 bis 2008 für Kinder, Schulen und Familien. In diesen Funktionen gehörte sie zwischen Juni 2006 und Mai 2010 dem Schattenkabinett ihrer Partei an.
Während dieser Zeit war Baroness Verma, die seit 2006 Schirmherrin der Tory Reform Group ist, von 2006 bis 2008 Vorsitzende der Conservative Party in Leicester South und anschließend von 2008 bis 2008 Vorsitzende des Stadtverbandes der Conservative Party in Leicester.
Nach dem Sieg der Tories bei den Unterhauswahlen am 6. Mai 2010 blieb sie als Parlamentarische Geschäftsführerin Whip der nunmehrigen Regierungsfraktion und ist seit 2010 Sprecherin ihrer Fraktion für das Kabinettsamt sowie Frauen und Gleichberechtigung. Daneben war sie von 2010 bis 2011 Fraktionssprecherin für internationale Entwicklung und ist seit 2011 zusätzlich Sprecherin der Conservative Party im Oberhaus für Unternehmen, Innovation und Fähigkeiten. Zwischen 2010 und 2011 war sie erneut Vorsitzender der Conservative Party in Leicester.
2010 verlieh ihr die University of Wolverhampton einen Ehrendoktor der Betriebswirtschaftslehre.